# 勝田一樹
勝田 一樹（かつた かずき、本名同じ、1966年9月3日 - ）は、神奈川県出身の日本のサクソフォーン奏者。血液型A型。フュージョンバンドDIMENSIONのメンバー。最近はソロプロジェクト「JAFROSAX(ジャフロサックス)」も立ち上げ、セッション、レコーディングを問わずマルチに活躍を続ける。デイヴィッド・サンボーンを敬愛している。愛称は「katsuo（カツオ）」であり、特に、織田哲郎、栗林誠一郎、TUBEのメンバーが使用している。

## 活動履歴

### デビュー
1988年〜1989年にかけて、葉山たけしらと、織田哲郎Shelter of soulでのツアーのサポートメンバーとして活動を開始する。以後、TUBEのBE NATURALツアー(1990年)からほぼ全てのツアーに参加している。

### DIMENSION参加
1992年に、DIMENSIONのメンバーとしてミニアルバムLe Mansでデビューする。

### JAFROSAXの立ち上げ以降
2017年、DREAMS COME TRUEのツアーTHE DREAM QUEST 2017/2018に参加。以後、2019年、史上最強の移動遊園地 DREAMS COME TRUE WONDERLAND 2019では、元TOWER OF POWERのメンバーGreg Adamsらのブラスセクションと競演。

## ディスコグラフィ

### JAFROSAX名義

#### シングル
- GOING TO THE SKY
- Rollin'
- Sweet Music

#### アルバム
- JAFROSAX
- JAFROSAX REMIX
- JAFROSAX2
- JAFROSAX REMIX2
- JAFROSAX3
- JAFROSAX4
- JAFROSAX BEST

### 勝田一樹名義
1. Kazuki Katsuta（2014年3月5日）
2. VISUALIZE（2016年5月14日）
3. SAXREE（2018年7月25日）
4. NEO（2024年3月6日）

## レコーディング参加
- RX
  - 『Zeitmesser』（アルバム、2000年）
  - 『Kiss of Life』（アルバム、2002年）
- RX with John Wetton『Live in London』(ライブDVD、2001年)
- 青木智仁『EXPERIENCE』（アルバム、2000年）
- 生沢佑一
  - 『Hard to Say Good-bye』（サウンド・トラック、1991年）
- 角松敏生『君をこえる日』（アルバム、1992年）
- 『Kicks』（アルバム、1999年）
- 西城秀樹『MAD DOG』（アルバム、1991年）
- ZARD『愛が見えない』間奏サックスソロ部分（シングル、1995年）
- JIMSAKU
  - 『NAVEL（ネイブル）』（アルバム、1994年）
  - 『DISPENSATION』（アルバム、1996年）
- 小池修『INSIDE』（アルバム、1999年）
- 樽木栄一郎『PUZZLE』（アルバム、2004年）
- DEEN
  - 「Memories」（シングル、1993年）
  - 『UTOPIA』（アルバム、2003年）
  - 『STRONG SOUL』（シングル、2004年）
  - 『ROAD CRUISIN'』（アルバム、2004年）
  - 『DEEN NEXT STAGE』〈アルバム、2009年〉
- 春畑道哉
  - 『Moon』（アルバム、1992年）
  - 『Real Time』（アルバム、1993年）
  - 『Color of Life』（アルバム、1995年）
- 矢嶋良介
  - 「サヨナラMISTY DAYS」（シングル、1992年）
  - 『Rolling Heart』（アルバム、1994年）

### サックス参加作品
- TUBE
「湘南My Love」「夏だね」「夏を待ちきれなくて」「恋してムーチョ」他多数
- B'z　
「RUN」「LOOSE」「Brotherhood｣「ACTION」「C'mon」他多数
- 稲葉浩志
「今宵キミト」
- BON-BON BLANCO
「Blue X'mas night」
- GARNET CROW
「The first cry」
- 高橋洋子
「ムーンライト・エピキュリアン」
- サウンドトラック
「ヱヴァンゲリヲン新吹奏楽版」
- ZARD
「愛が見えない」
- 河野啓三
Shadow Striker